# Đối thoại Hợp tác châu Á
Đối thoại Hợp tác Châu Á (Asia Cooperation Dialogue, ACD) là một tổ chức liên chính phủ được thành lập vào ngày 18 tháng 6 năm 2002 nhằm thúc đẩy hợp tác Châu Á ở cấp độ lục địa và giúp hợp nhất các tổ chức khu vực riêng biệt như ASEAN, Hội đồng Hợp tác Vùng Vịnh, Liên minh Kinh tế Á Âu, Tổ chức Hợp tác Thượng Hải và Hiệp hội Nam Á vì sự Hợp tác Khu vực. Đây là tổ chức quốc tế đầu tiên liên kết toàn châu Á. Ban thư ký của tổ chức này ở Kuwait.

## Lịch sử
Ý tưởng về Đối thoại hợp tác châu Á được nêu ra tại Hội nghị quốc tế lần thứ nhất của các đảng chính trị châu Á (tổ chức tại Manila từ ngày 17 đến 20 tháng 9 năm 2000) do Surakiart Sathirathai nêu ra. Sathirathai lúc đó là phó lãnh đạo của Đảng Thai Rak Thai, thay mặt cho lãnh đạo đảng của ông là Thaksin Shinawatra, khi đó là Thủ tướng Thái Lan.Ý kiến này cho rằng Châu Á với tư cách là một lục địa nên có một diễn đàn riêng để thảo luận về hợp tác toàn Châu Á. Sau đó, ý tưởng về ACD chính thức được đưa ra trong Hội nghị Bộ trưởng Ngoại giao ASEAN lần thứ 34 tại Hà Nội, 23-24 tháng 7 năm 2001 và tại Cuộc họp Ngoại trưởng ASEAN ở Phuket, 20-21 tháng 2 năm 2002.

## Mục tiêu
1. Thúc đẩy sự phụ thuộc lẫn nhau giữa các quốc gia châu Á trong mọi lĩnh vực hợp tác bằng cách xác định các thế mạnh và cơ hội chung của châu Á sẽ giúp giảm nghèo và cải thiện chất lượng cuộc sống cho người dân châu Á đồng thời phát triển xã hội dựa trên tri thức ở châu Á và nâng cao vị thế của cộng đồng và người dân;
2. Mở rộng thị trường thương mại và tài chính trong khu vực Châu Á và tăng cường khả năng thương lượng của các nước Châu Á thay cho cạnh tranh và do đó, nâng cao khả năng cạnh tranh kinh tế của Châu Á trên thị trường toàn cầu;
3. Đóng vai trò là mắt xích còn thiếu trong hợp tác châu Á bằng cách xây dựng dựa trên tiềm năng và thế mạnh của châu Á thông qua bổ sung và bổ sung các khuôn khổ hợp tác hiện có để trở thành đối tác khả thi của các khu vực khác;
4. Cuối cùng, biến lục địa Châu Á thành một Cộng đồng Châu Á, có khả năng tương tác với phần còn lại của thế giới trên cơ sở bình đẳng hơn và đóng góp tích cực hơn cho hòa bình và thịnh vượng chung.

## Quốc gia thành viên

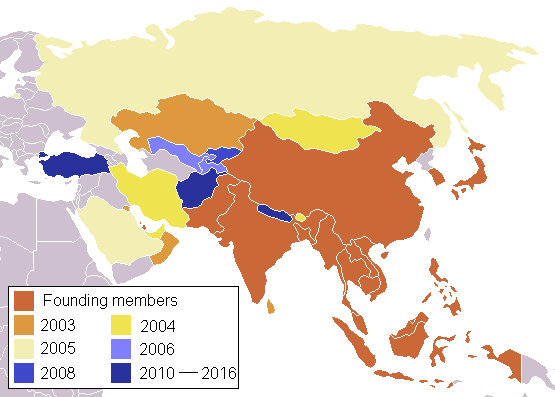
Tư cách thành viên và quá trình mở rộng của Đối thoại Hợp tác Châu Á

ACD được thành lập bởi 18 thành viên. Kể từ tháng 3 năm 2016, tổ chức này bao gồm 34 quốc gia như được liệt kê dưới đây (bao gồm tất cả các thành viên hiện tại của ASEAN và GCC).